# فو سو دائو
فو سو دائو (به لاتین: Phu Soi Dao) یک کوه در تایلند است که در لائوس واقع شده‌است. فو سو دائو ۲٬۱۲۰ متر بالاتر از سطح دریا واقع شده‌است.